# La Victoria de Acentejo
La Victoria de Acentejo är en kommun i Spanien. Den ligger i provinsen Santa Cruz de Tenerife i den autonoma regionen Kanarieöarna i sydvästra delen av landet, 1 800 km sydväst om huvudstaden Madrid. Antalet invånare är 9 313 (2024). La Victoria de Acentejo ligger på ön Teneriffa.